# Richland (Pennsylvanie)
Richland est un borough situé dans l'État de Pennsylvanie aux États-Unis.